# Tongqiang Ri
Der Tongqiang Ri ist ein 6907 m hoher Gipfel im Himalaja in Tibet. 
Der Tongqiang Ri liegt 14,16 km nordwestlich vom Mount Everest. Ein etwa 6450 m hoher Pass trennt den Gipfel vom 1,66 km nordwestlich gelegenen Hongxing Ri (6927 m). Südöstlich des Gipfels am Fuß des Berges mündet der Westliche Rongpugletscher in den Rongpugletscher.
Besteigungen des Tongqiang Ri sind nicht bekannt.